# Gripenstedt
Gripenstedt är en svensk adlig och friherrlig ätt. Ätten upphöjdes den 4 maj 1860 i friherrlig värdighet med den svenske finansministern Johan August Gripenstedt. Friherreskapet begränsas till släktens huvudman.

## Historik
Överinspektorn över sjötullarna i Göteborg Hieronimus Berger, född i hertigdömet Kurland 1649, död 1713, adlades 1691 med namnet Gripenstedt (nr. 1226). Han hade inga egna barn i äktenskapet från 1710 med Catharina Tham (1675–1746), men fem styvbarn efter Göteborgshandlaren Jacob Radhe (död 1706).
Namnet Gripenstedt och ättens nummer övertogs efter adoption 1717, fyra år efter Hieronimus Gripenstedts död, av Jacob Radhes och Catharina Thams två söner och tre döttrar. Ätten blev 1860 friherrlig med finansminister Johan August Gripenstedt.
Ätten Gripenstedt har bland annat kommit att förknippats med fideikommisset Bystad, däri Brevens bruk ingick.

## Medlemmar av släkten Gripenstedt
- Hieronymus Gripenstedt, född Berger, död 1713, gift med Catharina Tham (1675–1746)
- Johan Radhe Gripenstedt 1706–62, förste fideikommissarie på Gräfsnäs[3] efter Catharina Thams död 1746, son till Jakob Radhe och Catharina Tham
- Jacob Radhe Gripenstedt 1705–82, ägare till Lejondal, manufakturist[4], pietist, bror till Johan Radhe 1706–62
- Johan Gripenstedt 1735–91, hovjunkare, fideikommissarie på Gräfsnäs, son till Johan Radhe 1706–62
- Johan Theodor Gripenstedt 1765–1821, siste fideikommissarie på Gräfsnäs, son till Johan 1735–91
- Jakob Gripenstedt 1774–1838, major, bror till Johan Theodor 1765-1821
- Johan August Gripenstedt 1813–74, finansminister, köpare av Nynäs slott, son till Jakob 1774–1838
- Johan Theodor Gripenstedt 1851–1918, riksdagsman, fideikommissarie på Bysta, son till Johan August (1813–74)
- Carl Gustaf Gripenstedt 1853–1935, jurist, riksdagsman, son till Johan August 1813–74, bror till Johan Theodor 1851–1918
- Alfred Gripenstedt 1885–1969, artillerikapten, siste private ägare av egendomen Nynäs slott, son till Carl Gustaf 1853–1935
- Johan Gripenstedt 1922–2009, siste fideikommissarie på Bystad[5]
- Carl Gustaf Gripenstedt, 1955–2015[6], tidigare verkställande direktör för Brevens Bruk AB, son till Johan 1922–2009